# プランケンフェルス
プランケンフェルス (ドイツ語: Plankenfels)は、ドイツ連邦共和国バイエルン州バイロイト郡（オーバーフランケン行政管区）に属す町村（以下、本項では便宜上「町」と記述する）で、ホルフェルト行政共同体を構成する自治体の一つである。

## 地理

### 位置
プランケンフェルスは、フレンキシェ・シュヴァイツ自然公園内に位置する。

### 自治体の構成
この町は、公式には14の地区 (Ort) からなる。このうち小集落や孤立農場などを除く集落を以下に列記する。
- プランケンフェルス
- シェルライテン
- シュレッセンドルフ
- ヴァーデンドルフ

## 歴史
プランケンフェルスの領主は、1217年に初めて文献上で言及され、1538年に断絶した。その後、村と城は、たびたびその主を変えた。17世紀からはシュランマースドルフの領主がプランケンフェルスに定着した。シュランマースドルフ男爵家は、ライン同盟に加わり、1806年にバイエルン王国に帰属した。

### 人口推移
この地域の人口は、1970年 914人、1987年 798人、2000年 910人であった。

## 行政
町長はハーラルト・ヴィヒ (CSU) である。彼は2014年にルイーゼ・ゴルトフース (Wahlgemeinschaft) の後任として町長に就任した。

### 議会
町議会は9議席からなる。

## 引用
1. ↑  https://www.statistikdaten.bayern.de/genesis/online?operation=result&code=12411-003r&leerzeilen=false&language=de Genesis-Online-Datenbank des Bayerischen Landesamtes für Statistik Tabelle 12411-003r Fortschreibung des Bevölkerungsstandes: Gemeinden, Stichtag (Einwohnerzahlen auf Grundlage des Zensus 2011)
2. ↑  Bayerische Landesbibliothek Online